# Ильф, Илья Арнольдович
Илья́ Арно́льдович Ильф (имя при рождении — Иехи́ел-Лейб А́рьевич Фа́йнзильберг; 3 [15] октября 1897, Одесса, Российская империя — 13 апреля 1937, Москва, СССР) — русский советский писатель, драматург и сценарист, фотограф, журналист.
Значительная часть художественной прозы была написана Ильфом в соавторстве с Евгением Петровым, в том числе романы «Двенадцать стульев» и «Золотой телёнок», книга «Одноэтажная Америка», ряд киносценариев, повести, очерки, водевили. Произведения Ильфа и Петрова были переведены на десятки языков мира, выдержали большое количество переизданий, неоднократно экранизировались и инсценировались.

## Биография
Илья (Иехиел-Лейб) Файнзильберг родился 3 (15) октября 1897 год (сам же праздновал на день позже, 16-го) в Одессе, был третьим из четырёх сыновей в семье банковского служащего Арье Беньяминовича Файнзильберга (1863—1933) и его жены Миндль Ароновны (урождённая Котлова; 1868—1922), родом из местечка Богуслав Киевской губернии (семья переехала в Одессу между 1893 и 1895 годами). Место рождения отмечено мемориальной доской. Отец работал бухгалтером в одесском отделении Сибирского банка, располагавшемся в доме купца Якова Пурица на улице Дерибасовской, 11 (угол Ришельевской).
В 1913 году окончил техническую школу, после чего работал в чертёжном бюро, монтёром на телефонной станции, токарем на военном заводе (трудился на заводе аэропланов Артура Анатра и на заводе по производству гранат). Под женским псевдонимом публиковал стихи в журнале «Синдетикон» (выпуски не сохранились).
С лета 1919 года участвовал в Гражданской войне, служил в красноармейском караульном полку, сформированном из негодных к строевой службе призывников. Участвовал в боях против ВСЮР генерала Деникина. В 1920—1921 годах работал заведующим складом и бухгалтером в Опродкомгубе (организации по снабжению Красной армии продовольствием и формированию продотрядов).
В начале 1920-х годов Ильф работал журналистом, сотрудничая с газетой «Моряк», и участвовал во встречах литературного кружка «Коллектив поэтов» вместе с Валентином Катаевым и Юрием Олешей. Был членом Одесского союза поэтов.
В 1923 году переехал в Москву, став сотрудником газеты «Гудок». Работал литературным обработчиком и корреспондентом, позже начал писать материалы юмористического и сатирического характера — в основном фельетоны (публиковались в журнале «Красный перец»). Писал рецензии на фильмы в газетах «Вечерняя Москва» и «Кино».
В 1927 году с совместной работы над романом «Двенадцать стульев» началось творческое содружество Ильи Ильфа и Евгения Петрова (см. Ильф и Петров), который также работал в газете «Гудок».
В 1928 году Илья Ильф был уволен из газеты из-за сокращения штата сатирического отдела, вслед за ним ушёл Евгений Петров. Вскоре они стали сотрудниками нового еженедельного журнала «Чудак».
Впоследствии в соавторстве с Евгением Петровым были написаны (см. Произведения Ильи Ильфа и Евгения Петрова):
- роман «Двенадцать стульев» (1928);
- роман «Золотой телёнок» (1931);
- новеллы «Необыкновенные истории из жизни города Колоколамска» (1928);
- фантастическая повесть «Светлая личность» (экранизирована)
- новеллы «1001 день, или Новая Шахерезада» (1929);
- сценарий фильма «Однажды летом» (1936);
- документальная повесть «Одноэтажная Америка» (1937).

В 1932—1937 годах Ильф и Петров писали фельетоны для газет «Правда», «Литературная газета» и журнала «Крокодил».
В 1930-е годы Илья Ильф увлекался фотографией. Фотографии Ильи Арнольдовича через много лет после его смерти случайно нашла дочь Александра Ильинична Ильф.
Во время путешествия на автомобиле по американским штатам у Ильфа открылся давний туберкулёз, диагностированный у него в начале 1920-х, вскоре приведший к его кончине после возвращения в Москву 13 апреля 1937 года.
В Москве Илья Ильф жил в общежитии газеты «Гудок» в Большом Чернышёвском переулке; позже, летом 1924 года — в одной из комнат бывшего Воспитательного дома (т. н. «Дворца Труда») на Солянке, д. 12. Впоследствии — в Сретенском переулке, в Соймоновском проезде, д. 5, в Нащокинском переулке, д. 3/5 (снесён в конце 1970-х);
последний адрес — Лаврушинский переулок, д. 17.

## Семья
Братья:
- Срул Арьевич Файнзильберг (псевдоним Сандро Фазини) — художник-сюрреалист, иллюстратор и фотограф.
- Михаил (Мойше-Арн) Арьевич Файнзильберг (30 декабря 1895, Одесса[20] — 1942, Ташкент) — художник-график и фотограф.
- Беньямин Арьевич Файнзильберг (10 января 1905, Одесса[21] — 1988, Москва) — инженер-топограф[22].

Жена — Мария Николаевна Тарасенко (1904—1981).
- Дочь — Александра Ильинична Ильф (1935—2013), была замужем за геологом Германом Кричевским.
  - Внук Илья Кричевский, в Израиле[23].

## «Записные книжки»
«Записные книжки» Ильф вёл с 1925 года до самой смерти. Туда включались дневники поездок по СССР и другим странам, наброски будущих очерков и фельетонов, удачные фразы. Подготовительные записи вычёркивались, если они переносились в новые сочинения. Постепенно «Записные книжки» превратились в особое художественное сочинение, напоминающее исповедь. Там есть зарисовки, напоминающие стихотворения в прозе, критические и пародийные отзывы о советской жизни. В книге есть и символическое определение СССР, для которого автор использовал заглавие книги Пришвина «В краю непуганых птиц»: «Край непуганых идиотов», а рядом слова: «Самое время пугнуть». По мнению Петрова, книга получилась «поэтичная и грустная». Издать «Записные книжки» в СССР удалось лишь со значительными сокращениями, но многие мысли быстро стали крылатыми.

## Память
В культурно-историческом комплексе «Двор кириллицы» болгарского города Плиска установлена скульптура И. Ильфа и его соавтора Е. Петрова работы Александра Миронова.

### Комментарии
1. ↑  На момент рождения Ильи Ильфа юлианский календарь отставал от григорианского на 12 дней. В двадцатом веке, на момент принятия григорианского календаря в России, разница составила 13 дней. Именно столько дней по ошибке было добавлено к дате рождения по старому стилю.

### Ильф — писатель
- «Двенадцатый стул для эльфа» — статья о жизни и творчестве Ильи Ильфа. Web-журнал «Вечерний пустозвон»
- Бренды истинные и художественные в романах Ильфа и Петрова
- Галерея как галерея. Рисунки Ильи Ильфа. Журнал «Кругозор» (№ 9, 1964)

### Ильф — фотограф
- Фотографии автора «12 стульев»
- Как Ильф сыграл роль Чаплина
- Автор Остапа Бендера — фотограф?
- Двойной портрет: сравнительная биография Ильфа и Булгакова. Цитаты из дневников Ильфа, Петрова, Булгакова.
- Ильф — двойная экспозиция (док. фильм, НИИ киноискусства)
- Москва и москвичи в фотографиях Ильи Ильфа. (Составление Александры Ильф) / М.: Ломоносовъ, 2011. ISBN 978-5-91678-045-1
- «Иля+Маруся. Письма о любви» документальный фильм (режиссёр Владимир Непевный)
- Атеист, турецкоподданный, еврей. Илья Ильф и сам был «великим комбинатором»